# Cantó de Mouy
El cantó de Mouy és una divisió administrativa francesa del departament de l'Oise i del districte de Clermont. El cap cantonal és Mouy i agrupa 11 municipis.

## Municipis
| Municipi               | Població* | Codi postal | Codi INSEE |
| ---------------------- | --------- | ----------- | ---------- |
| Angy                   | 1 186     | 60250       | 60015      |
| Ansacq                 | 263       | 60250       | 60016      |
| Bury                   | 2 891     | 60250       | 60116      |
| Cambronne-lès-Clermont | 992       | 60290       | 60120      |
| Heilles                | 577       | 60250       | 60307      |
| Hondainville           | 617       | 60250       | 60317      |
| Mouy                   | 5 328     | 60250       | 60439      |
| Neuilly-sous-Clermont  | 1 685     | 60290       | 60451      |
| Rousseloy              | 336       | 60660       | 60551      |
| Saint-Félix            | 486       | 60370       | 60574      |
| Thury-sous-Clermont    | 603       | 60250       | 60638      |

* Dades del 1999

## Història
| Data d'elecció                           | Identitat                | Partit          | Qualitat |
| ---------------------------------------- | ------------------------ | --------------- | -------- |
| 1945-1949                                | Jean Avinin              | SFIO            | Metge    |
| 1949-1973                                | Hector Dubois            | RPF després CNI | Senador  |
| 1973-2004                                | Jean Sylla               | PCF             |          |
| 2004-…                                   | Anne-Claire Delafontaine | PS              |          |
| les dades anteriors no són pas conegudes |                          |                 |          |